# Oxypetalum hilarianum
Oxypetalum hilarianum är en oleanderväxtart som beskrevs av Fourn.. Oxypetalum hilarianum ingår i släktet Oxypetalum och familjen oleanderväxter. Inga underarter finns listade i Catalogue of Life.